# Ласкаво просимо, небезпека
Ласкаво просимо, небезпека (англ. Welcome Danger) — американська кінокомедія режисера Клайда Брукмана 1929 року.

## Сюжет
Гарольд Бледсой, студент ботанік, вертається додому в Сан-Франциско, де його покійний батько був начальником поліції, щоб допомогти розслідувати хвилю злочинності в китайському кварталі.

## У ролях
- Гарольд Ллойд — Гарольд Бледсой
- Барбара Кент — Біллі Лі
- Ной Янг — Патрік Кленсі
- Чарльз Міддлтон — Джон Торн
- Вілл Воллін — капітан Волтон